# Grand-Reng
Pour l’article homonyme, voir Vieux-Reng.
Grand-Reng (en wallon: Grand-Rin) est un village de la province de Hainaut en Belgique.  En bordure immédiate de la frontière française (département du Nord)  il est lié historiquement au village de ‘Vieux-Reng’ qui se trouve en France. Administrativement il fait aujourd’hui partie de la commune commune d'Erquelinnes (Région wallonne de Belgique).
Ce petit village, adossé à la frontière française, est proche de la Route Nationale 40 reliant Mons à Beaumont.

## Évolution démographique
- Sources : INS, Rem. : 1831 jusqu'en 1970 = recensements, 1976 = nombre d'habitants au 31 décembre.

## Histoire
Le 13 mai 1794, le village a été le site de la Bataille de Grand-Reng (ou ‘bataille de Rouveroy’) lorsque Franz Wenzel, comte von Kaunitz-Rietberg de l'armée autrichienne empêcha l’armée française (sous les ordres de Louis Charbonnier et Jacques Desjardin) de traverser la Sambre.

### Anecdote

#### Une légende locale
Un jour, un grand seigneur et sa famille à bord d'un carrosse tiré par quatre chevaux, accompagné du cocher, des laquais et de domestique, avaient été précipités, après une course folle, dans l'étang de la Trouille où toutes les recherches faites pour les retrouver furent infructueuses. Chaque année, l'équipage au complet revient, à la grande frayeur des vivants et vogue silencieusement sur l'eau déserte. Tout l'équipage apparaît alors aux vivants, la peur se lit dans leurs yeux. Quand le jour s'annonce l'attelage fantôme regagne les profondeurs de l'étang.

## Liste des bourgmestres de 1830 à 1977
- Gaston Juste, de 1939 à 19??, (POB-PSB).

## Patrimoine et culture

### Patrimoine architectural
- L'église Notre-Dame, construit en 1905 en style néo-gothique par l'architecte P. Langerock, le clocher date de 1620 qui a été restauré lors de la reconstruction des nefs[3].

## Galerie

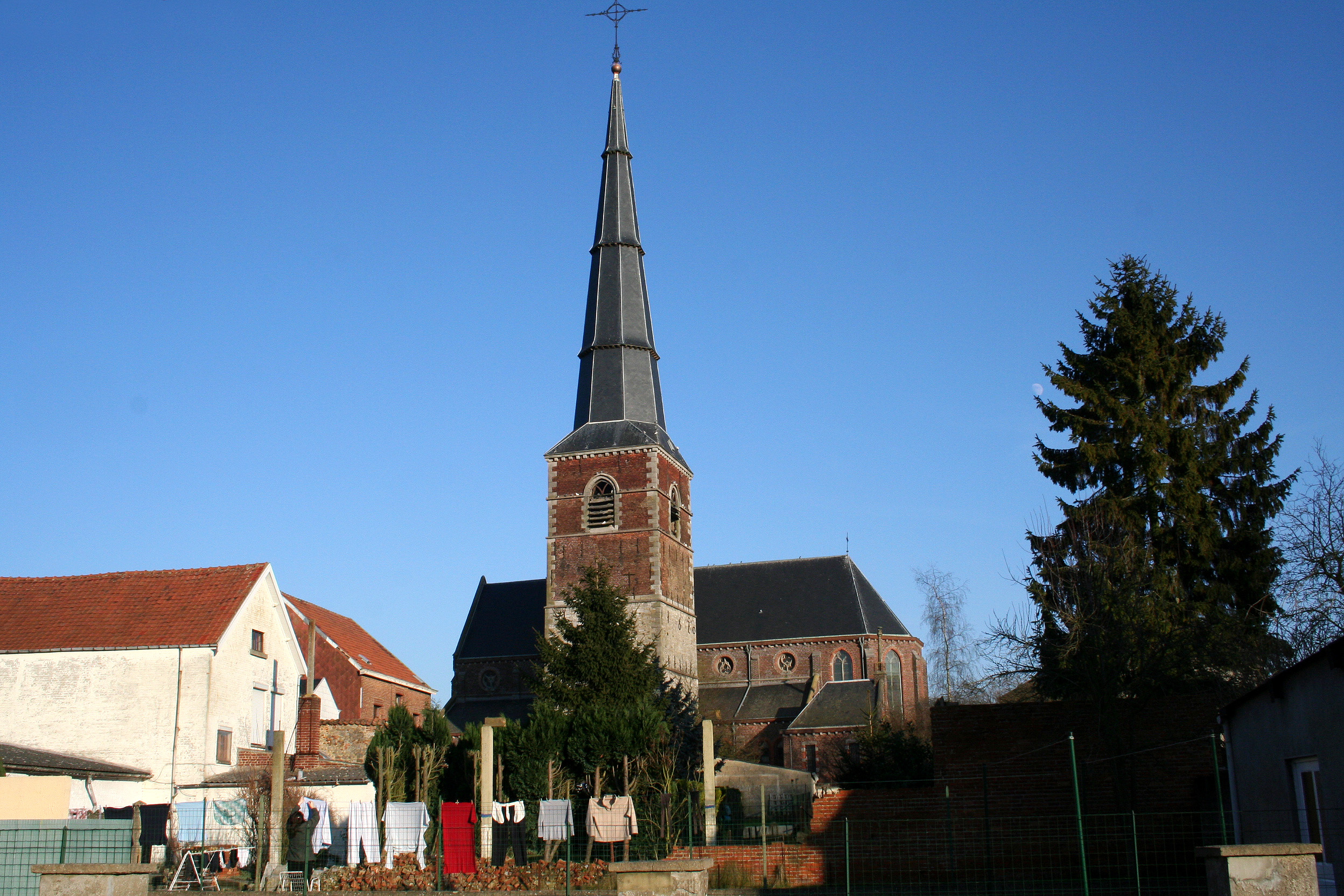
Le clocher de l'église d'origine.
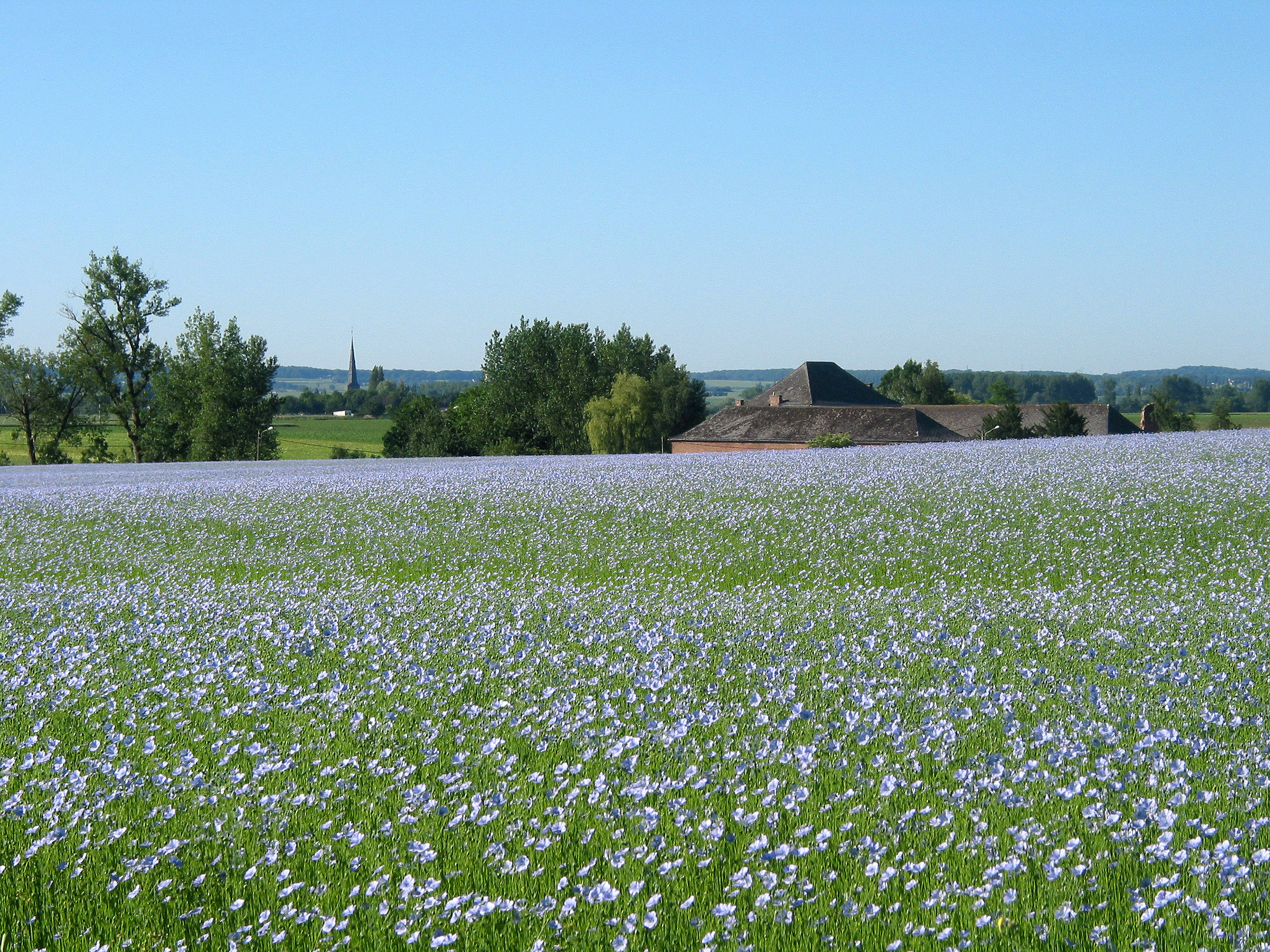
Le champ de lin.
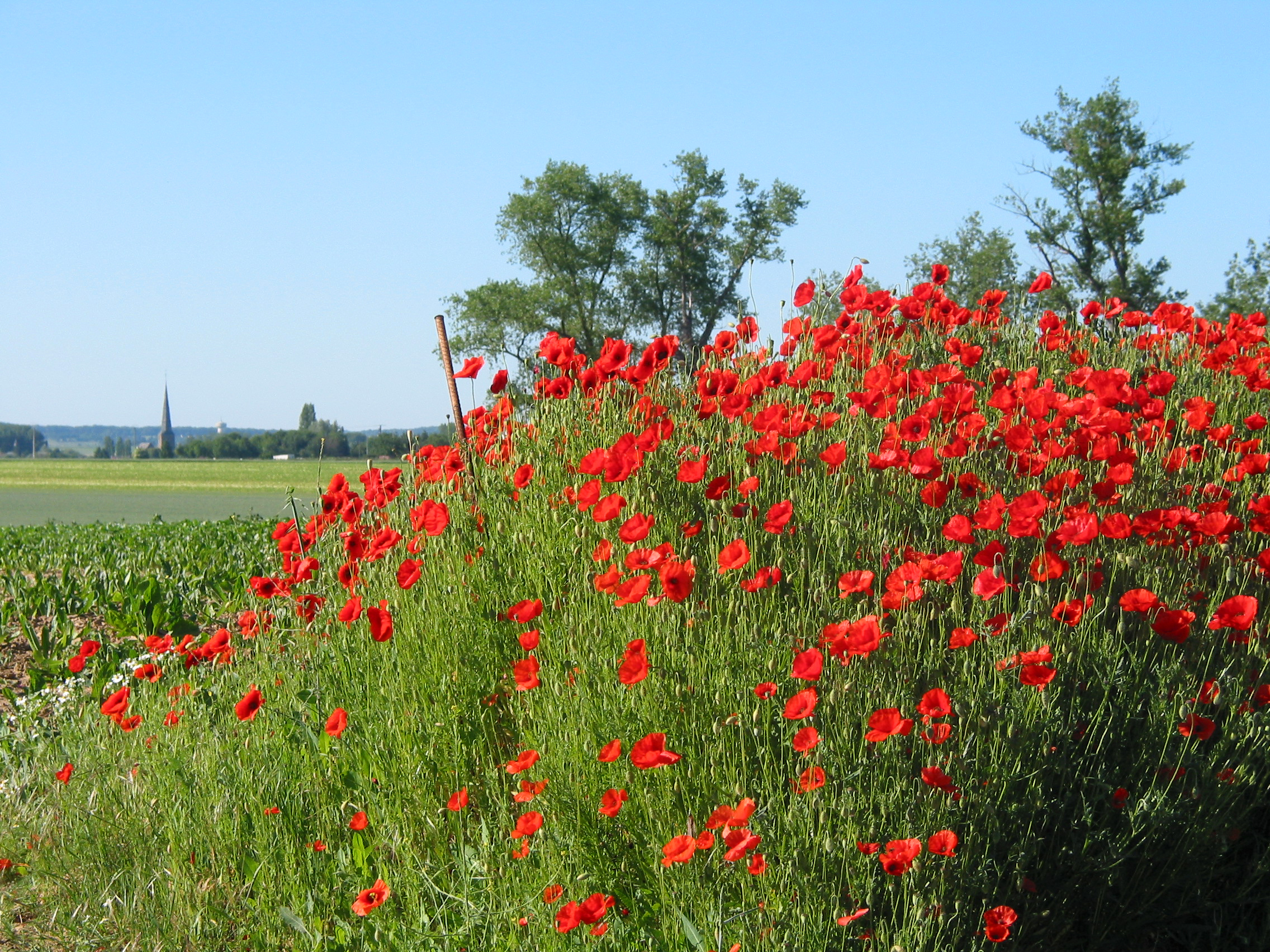
Le tertre aux coquelicots.
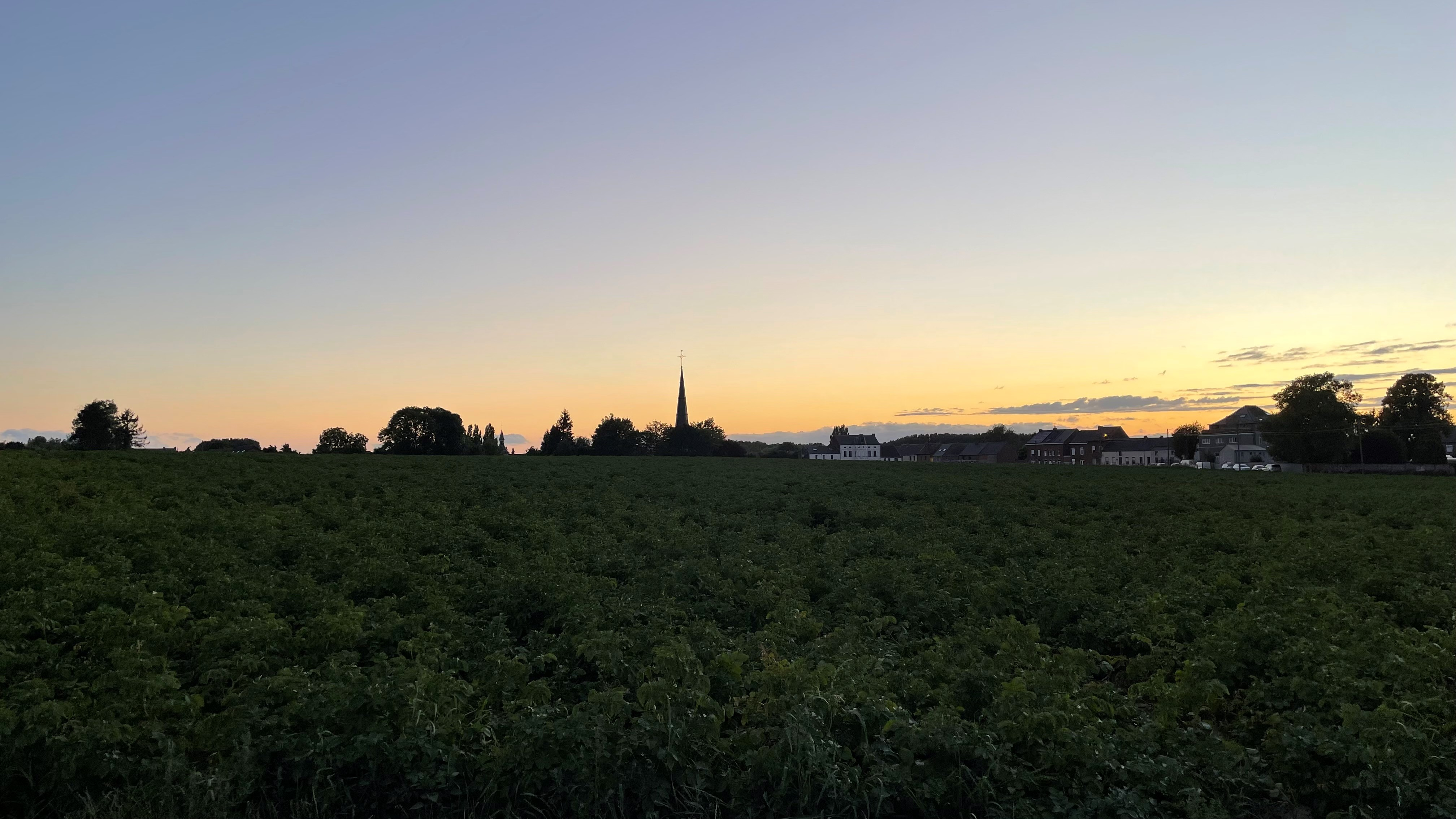
Grand-Reng lors du coucher de soleil.